# Orchis sitiaca
Orchis sitiaca är en orkidéart som först beskrevs av Jany Renz, och fick sitt nu gällande namn av Pierre Delforge. Orchis sitiaca ingår i släktet nycklar, och familjen orkidéer. IUCN kategoriserar arten globalt som starkt hotad. Inga underarter finns listade i Catalogue of Life.

## Bildgalleri

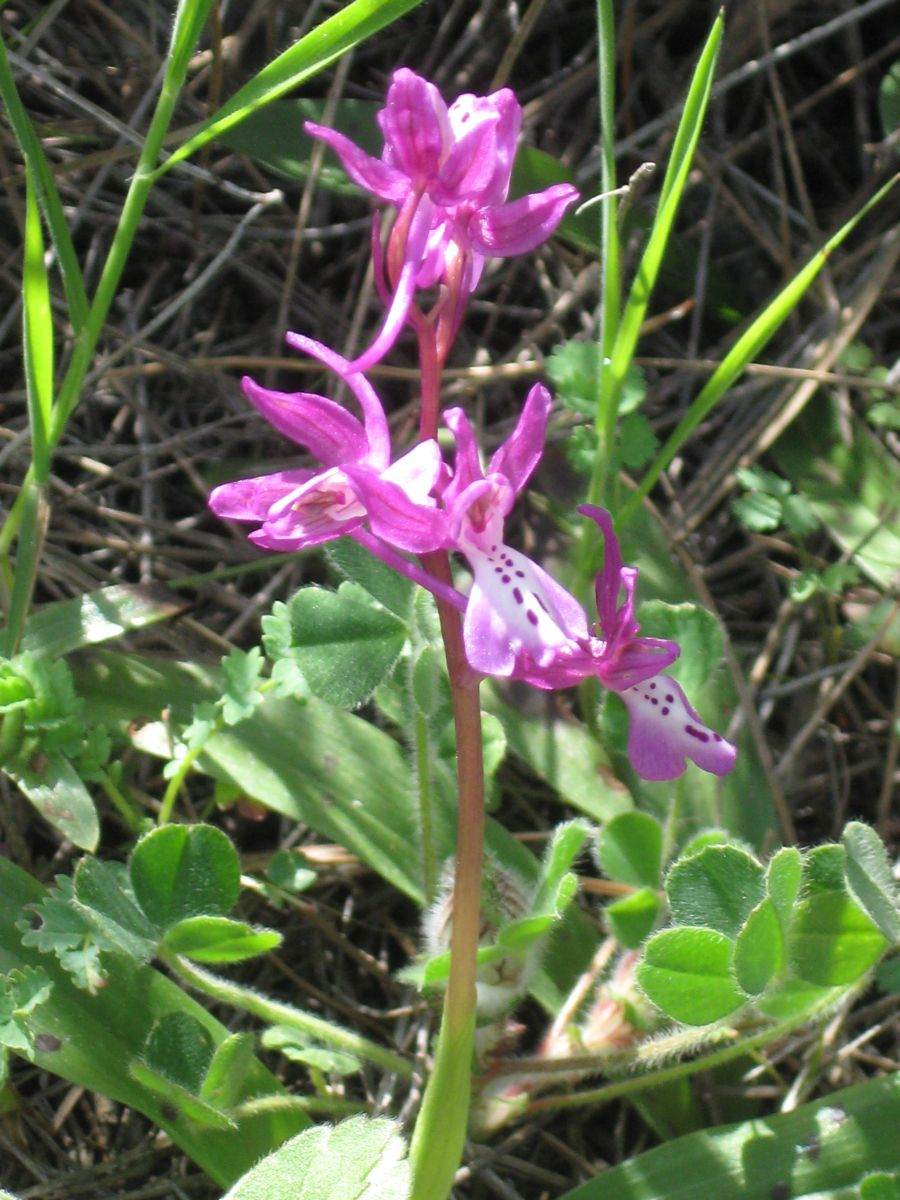
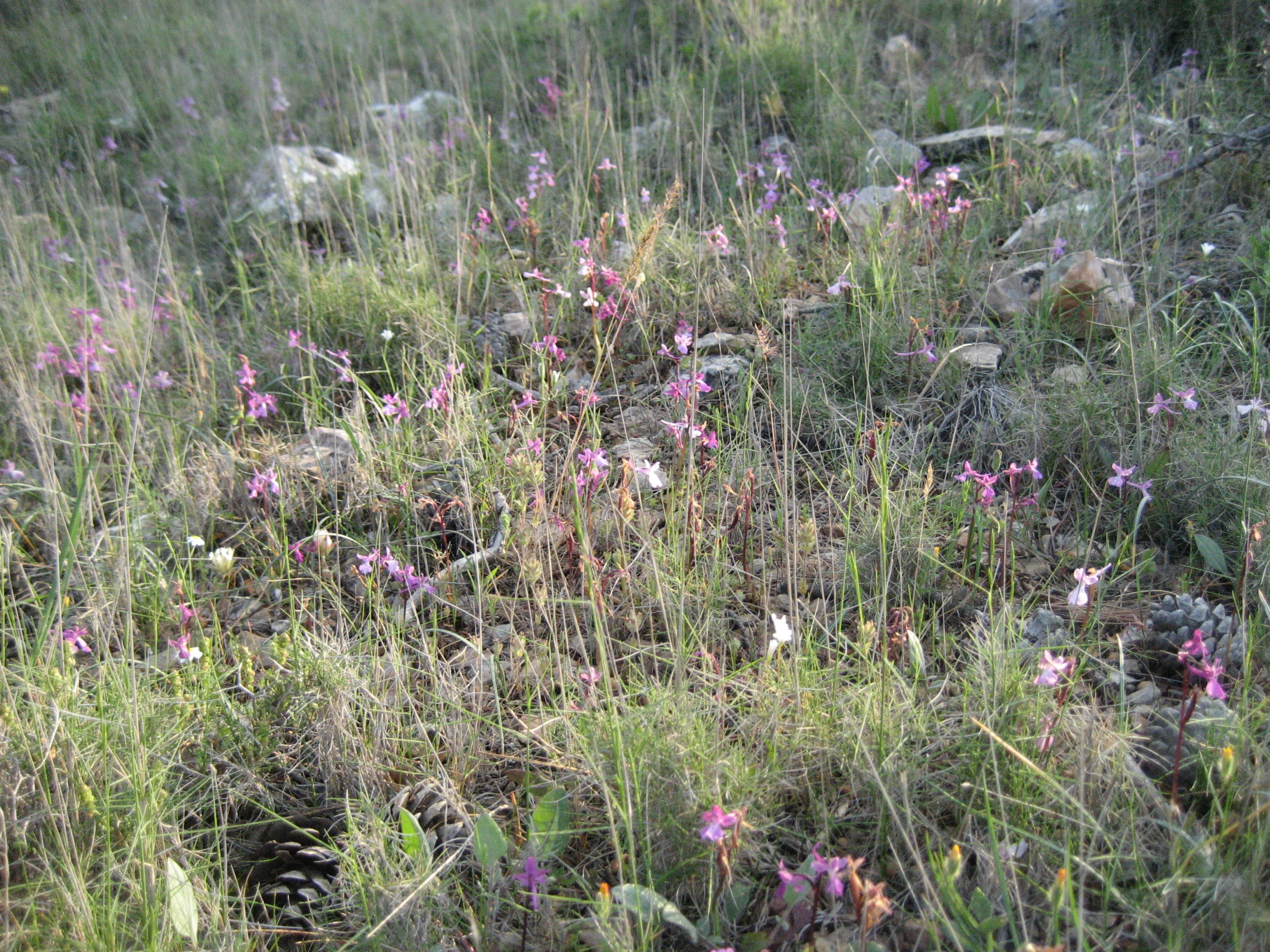
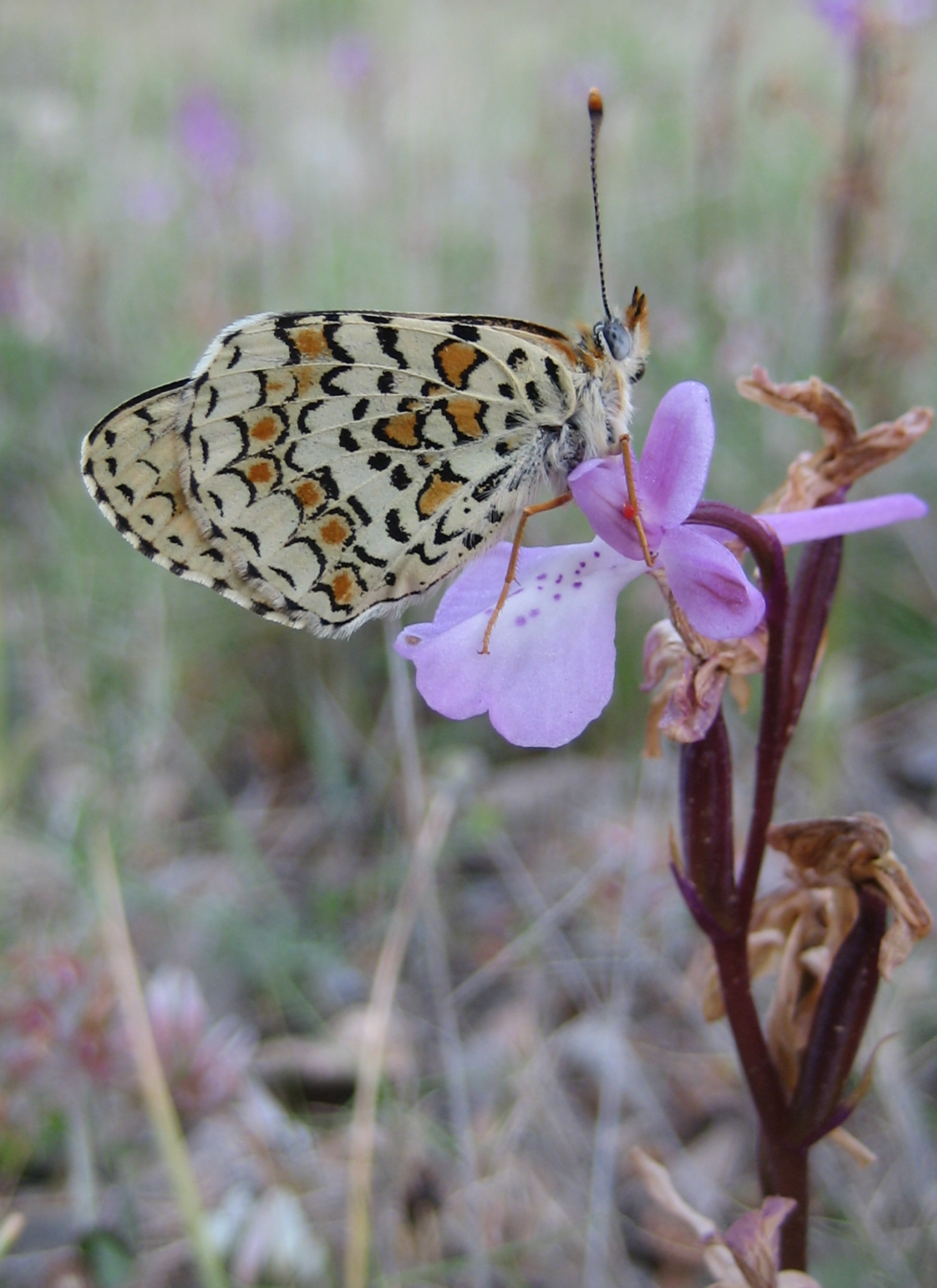
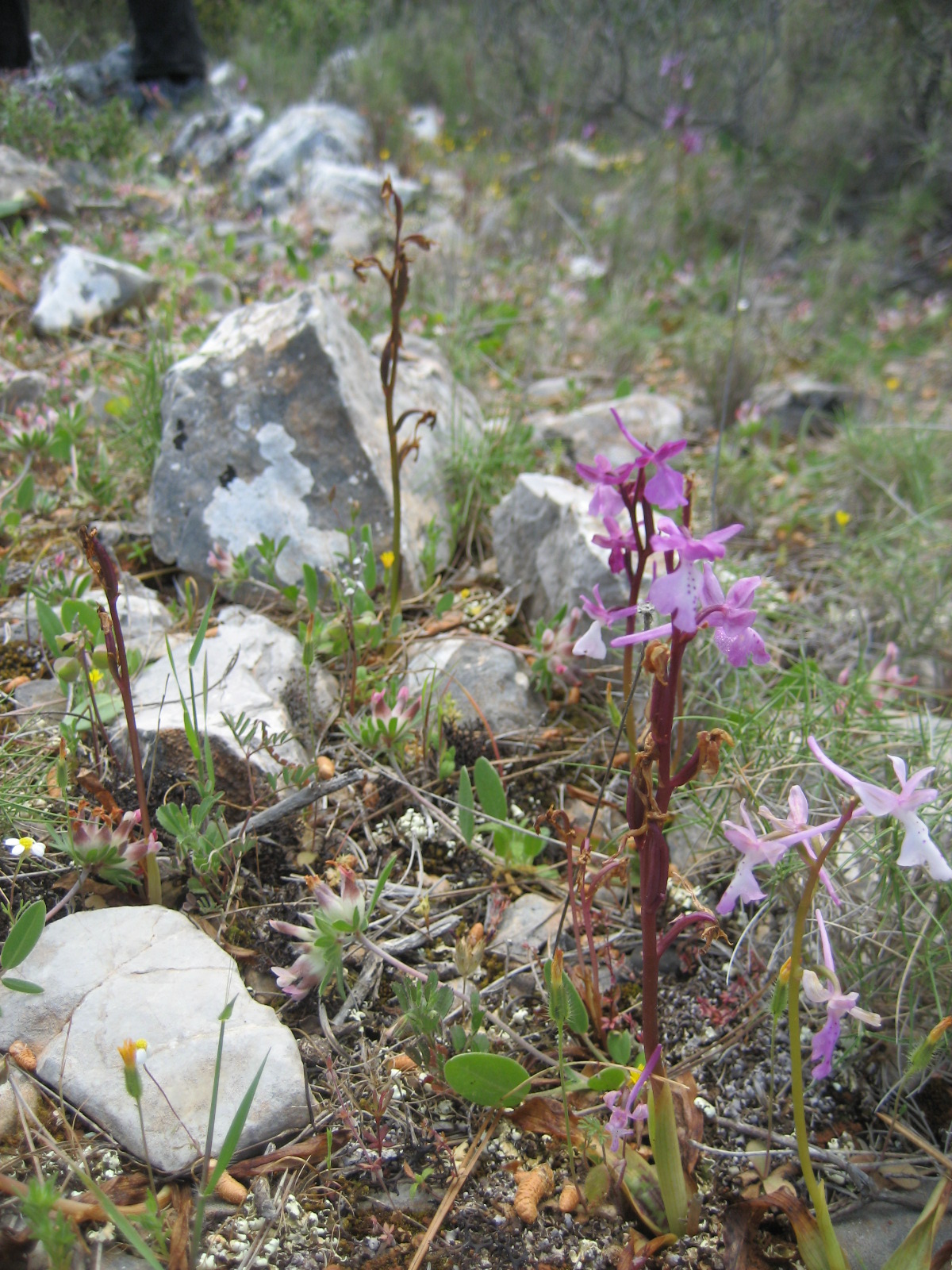